# 若駒盃
若駒盃(わかこまはい)は愛知県競馬組合が名古屋競馬場でダート1500mで施行している地方競馬の準重賞競走である。格付けはP競馬専門紙である競馬東海が優勝杯を提供しており、正式名称は「競馬東海賞 若駒盃」

## 概要
2021年に創設され、名古屋所属・名古屋デビュー限定のサラ系2歳馬限定としてダート1500mで施行されている準重賞である。当初は1400mで施行されていたが、翌年からは1500mで施行されている。
また開催時期も2024年までは8月に施行されていたが、夏場を休養にする2歳馬がいることも考慮して、2025年から開催時期を11月に変更された。

### 条件・賞金(2024年)
出走条件
サラブレッド系2歳、名古屋所属・名古屋デビュー馬限定。
負担重量
定量55kg(牝馬 1kg減)
賞金
1着200万円、2着70万円、3着40万円、4着30万円、5着20万円

## 歴代優勝馬
| 施行日        | 優勝馬           | 年齢 | 所属   | タイム | 優勝騎手 | 管理調教師 | 馬主                 |
| ------------- | ---------------- | ---- | ------ | ------ | -------- | ---------- | -------------------- |
| 2021年8月19日 | ザトウイチ       | 牡2  | 名古屋 | 1:30.2 | 大畑雅章 | 角田輝也   | 小菅誠               |
| 2022年8月18日 | セブンカラーズ   | 牝2  | 名古屋 | 1:36.6 | 大畑雅章 | 川西毅     | (株)グリーンファーム |
| 2023年8月24日 | サトノウォリアー | 牡2  | 名古屋 | 1:38.4 | 岡部誠   | 角田輝也   | 竹内三年             |
| 2024年8月8日  | ケイズレーヴ     | 牡2  | 名古屋 | 1:37.4 | 木之前葵 | 榎屋充     | 伊藤健               |

### 各競走の出典
- netkeiba.comより

- 2021年、2022年、2023年、2024年